# جيمس أنتوني
جيمس أنتوني هو مغن مؤلف ومنتج أسطوانات كندي، ولد في 1955 في تورونتو في كندا.

## وصلات خارجية
- الموقع الرسمي
- جيمس أنتوني على موقع ميوزك برينز (الإنجليزية)